# Nectopsyche globigona
Nectopsyche globigona là một loài Trichoptera trong họ Leptoceridae. Chúng phân bố ở vùng Tân nhiệt đới.